# Fontanário da Praça Sousa Prado
O Fontanário da Praça Sousa Prado é uma estrutura histórica na vila da Odemira, na região do Alentejo, em Portugal.

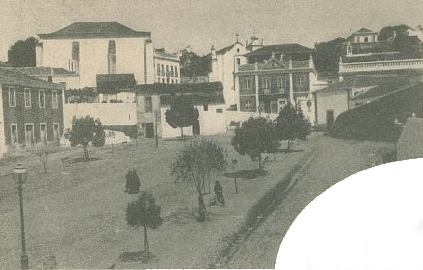
Largo do Prado, nos princípios do século XX. O fontanário situa-se no centro da fotografia, atrás das árvores.

## Descrição e história
O fontanário localiza-se no Largo Sousa Prado, no centro da vila de Odemira, estando integrada na União de Freguesias de São Salvador e Santa Maria. A estrutura em si não está classificada, mas insere-se da zona especial de protecção da Igreja da Misericórdia, classificada como Monumento de Interesse Público, e na área protegida do Parque Natural do Sudoeste Alentejano e Costa Vicentina.
É considerado como um exemplo de arquitectura civil pública. A composição do alçado segue o estilo barroco, sendo a estrutura formada por um tanque em cantaria e um paredão de um só pano, construído em alvenaria de pedra e cal. Este paredão é ladeado por pilastras rematadas por urnas e encimado por um arco de forma polilobada com molduração, e ostenta no centro uma pedra de armas real de inspiração rococó, com moldura em grinaldas. A bica, em cantaria, sai de um volume maciço igualmente executado em cantaria, em forma de paralelepípedo, e com remate piramidal.
De acordo com uma lápide presente na estrutura em si, foi construído em 1823, com fundos doados pela população: «FEITO COM DONNATIVOS DOS MORADORES DESTE CONCELHO 1823».

## Leitura recomendada
- QUARESMA, António Martins (1989). Odemira - Subsídios para uma Monografia. Volume I. Odemira: Câmara Municipal de Odemira